# Ananda Shankar
Ananda Shankar (11 de diciembre de 1942 - 26 de marzo de 1999) fue un cantante y músico indio, muy conocido por fusionar la música clásica de la India y el rock. Casado con Tanushree Shankar. 

## Infancia
Nacido en Almora en el estado indio de Uttar Pradesh, Ananda fue hijo de Amala y Uday Shankar, bailarines muy reconocidos en India. Asimismo es sobrino del renombrado 'sitarista' Ravi Shankar. Ananda no aprendió a tocar el sitar con su tío sino que lo hizo con el Dr. Lalmani Misra de la ciudad de Varanasi.

## Carrera profesional
Al final de la década de 1960 Ananda viajó a Los Ángeles, EE. UU. donde tocó con muchos artistas contemporáneos entre otros con Jimi Hendrix. 
En 1969, firmó un contrato con Reprise Records compañía discográfica con la que editó en 1970 su primer álbum de título "Ananda shankar" en el cual tocaba una mezcla de música india tradicional y rock, versionando temas muy conocidos como Light My Fire del grupo The Doors y Jumpin' Jack Flash de The Rolling Stones. Este álbum consiguió un gran éxito de crítica y ventas dándole a conocer en todo occidente.
Al volver a la India, en 1975 publicó el que sería su álbum más conocido "Ananda Shankar And His Music", en el cual siguió experimentando con la mezcla de Jazz, Funk y música hindú. Con músicos tocando la guitarra eléctrica, el sitar, la tabla, el mridangam, la batería y el sintetizador Moog. Fuera de stock por muchos años, este álbum fue reeditado en 2005. 
Después de trabajar durante el resto de los años 1970 y los años 1980 en India, poco a poco y gracias principalmente a varios DJ y músicos británicos de origen indio como Talvin Singh y Nitin Sawhney volvió a la popularidad en occidente, cosa que hizo que el sello Blue Note lo incluyera en su álbum "Blue Juice Vol 1, A rare groove compilation" de 1996.
En 1998 y 1999 Ananda realizó varios conciertos con el Dj londinense State of Bengal y otros músicos, colaboración que resultó en el Álbum "Walking On" en el que mezclaron la música clásica de Shankar con ritmos breakbeat, Tecno y Hip Hop. Durante la fase de producción de este álbum, Ananda Shankar murió repentinamente de un fallo cardíaco.
También ha sido utilizada su música en el videojuego de licencia exclusiva de PlayStation 3 "Little Big Planet". El tema utilizado es "Dancing Drums" de su recopilatorio A Life In Music

## Discografía
- Ananda Shankar, 1970 (LP, Reprise 6398)
- Ananda Shankar, 1970 (CD, Collectors' Choice CCM-545)
- Ananda Shankar And His Music, 1975 (EMI India)
- Missing You, 1977 (EMI India)
- A Musical Discovery of India, 1978 (EMI India)
- Sa-Re-Ga Machan, 1981 (EMI India)
- 2001, 1984 (EMI India)
- Ananda, 1999 (EMI India)
- Arpan, 2000 (EMI India)
- Walking On, 2000 (Real World 48118-2, with State of Bengal)
- Ananda Shankar: A Life in Music - The Best of the EMI Years, 2005 (Times Square TSQ-CD-9052)

## Otros
- En 2005, su canción Raghupati se incluyó en el videojuego "Grand Theft Auto: Liberty City Stories".

- En 1987, junto con su mujer Tanusree Shankar fundaron el "Centro para las artes escénicas Ananda Shankar" en Kolkata, India, donde se cursan estudios de danza clásica India, música y otras artes escénicas hindúes con influencia Occidentales y 'New Age'.

## Curiosidades
- Rechazó la petición de Jimi Hendrix de grabar juntos un álbum alegando que esa no sería su propia música.
- Su canción "Raghupati" salió en el videojuego "Grand Theft Auto: Liberty City Stories" en la cadena de radio ficticia "Radio del Mundo".